# Mirror of Madness
Mirror of Madness är det finländska melodisk death metal-bandet Northers andra studioalbum, utgivet i augusti 2003 på Spinefarm Records och i Japan på Avalon i mars samma år.
Singeln "Unleash Hell" föregick albumet. En musikvideo spelades in till titelspåret.

## Låtlista
1. "Blackhearted" – 4:19
2. "Betrayed" – 4:54
3. "Of Darkness and Light" – 5:06
4. "Midnight Walker" – 4:45
5. "Cry" – 4:58
6. "Everything Is an End" – 4:33
7. "Unleash Hell" – 4:15
8. "Dead" – 5:27
9. "Mirror of Madness" – 4:42

Bonusspår på den japanska utgåvan
1. "Frozen Sky" (instrumental) – 3:18
2. "Smash" (The Offspring-cover) – 2:40

## Medverkande
Musiker
- Petri Lindroos – sång, gitarr
- Kristian Ranta – gitarr
- Jukka Koskinen – basgitarr
- Tuomas Planman – keyboard
- Toni Hallio – trummor

Produktion
- Ansi Kippo – producent, inspelningstekniker
- Mikko Karmila – mixning
- Mika Jussila – mastering
- Miikka Tikka – design
- Aiku Isohella – foto